# Шейкин, Аскольд Львович
Аскольд Львович Шейкин (род. 11 февраля 1924, д. Алексеевка, Донская область, ныне — Ростовская область — 19 сентября 2015, Санкт-Петербург, Российская Федерация) — советский писатель-фантаст, сценарист, автор более 20 книг, переведённых на многие языки мира.

## Биография
Родился Аскольд Львович 11 февраля 1924 года в деревне Алексеевка ныне Ростовской области. В 1949 году окончил географический факультет Ленинградского государственного университета. Затем работал на приисках и в шахтах Восточной Сибири и Донбасса: был коллектором, рабочим-маркшейдером (горным инженером, специалистом по геодезической съемке рудников и подземных выработок), съемщиком, участковым маркшейдером. Работал топографом, инженером-редактором топографического отряда, преподавал топографию и геоморфологию на курсах топографов. Позже, в 1967 году, его профессия отразится в научно-фантастической повести «Солдатская дорога домой».
Печататься Аскольд Шейкин начал в 1953 году. Первые публикации появились в журналах «Молодой Ленинград», «Костёр», «Нева», «Звезда», а также во многих сборниках. Начинал он с документальных произведений, писал также приключенческие книги. Первое опубликованное научно-фантастическое произведение — рассказ «Ангевозм» — относится к 1965 году. Одними из самых значительных его произведений считаются научно-фантастические повести «Тайна всех тайн» и «Солдатская дорога домой». Высокой оценки заслужили также другие произведения автора — I премию на Всесоюзном конкурсе Детгиза получила научно-популярная книга «Повесть о карте» (1957).
Был принят в Союз писателей СССР (ныне состоит в Союзе писателей России), участвовал в симпозиумах писателей-фантастов, учёных. Один из таких симпозиумов — «Симпозиум по комплексному изучению художественного творчества» — был организован Ленинградскими отделениями Союза писателей и Психологического общества и проходил в Ленинграде с 18 по 22 февраля 1963 года, там Аскольд Шейкин был ответственным секретарем. В симпозиуме участвовали писатели, литературоведы, философы, психологи, физиологи, искусствоведы, кибернетики, математики. В сборнике аннотаций и тезисов, выпущенном к этому мероприятию, симпозиум был назван «первой встречей писателей и учёных для обсуждения вопросов исследования художественного мышления, творческого процесса, творческой лаборатории, поэтики средствами различных областей науки». Через два года появляется первый научно-фантастический рассказ А. Шейкина — «Ангевозм», — название которого происходит от «Анализатора Генетических Возможностей». Сюжет рассказа 1965 года очень точно предсказывает проект «Геном человека», начатый учёными США только в 1986 году. Как результат длительного общения писателя с учёными одного из ленинградских НИИ, в 1971 году вышла научно-фантастическая повесть «Тайна всех тайн».
В 1960 году началась плодотворная работа в научно-популярном кинематографе, где Шейкин написал сценарии к 23-м фильмам.
Во время компании по осуждению Иосифа Бродского за тунеядство выступил на заседании Ленинградского отделения СП РСФСР 17 декабря 1963 года в поддержку обвинения.
В начале 1990-х годов редактировал отдел прозы в журнале «Русский мир», принимал активное участие в создании газеты «Совесть» и потом поддерживал её работу.
До последних дней Аскольд Шейкин жил в Санкт-Петербурге.

## Творчество
А. Шейкин о научной фантастике своего времени:

Надо учесть следующее: изменилась, если можно так сказать, мера нашего удивления. Научные открытия перестали изумлять и восхищать. Фактор новизны постепенно потерял свою остроту. И если художник сам не в состоянии восхищаться и удивляться (а значит, не только радоваться, но и негодовать и предостерегать), он едва ли сможет выразить это в своем произведении.
Писатель-фантаст порой теряется, начинает конструировать образы и сюжет, перестает быть художником.
Выход, мне кажется, в том, чтобы писатели-фантасты все более становились художниками слова.

У научной фантастики, как у жанра, свои эстетические особенности. Она не все может. Например, заимствование приемов детективной литературы нередко приводит к тому, что в центре читательского интереса оказывается не сама научно-фантастическая идея, а загадка: кто кого убил? Не приемлет фантастика и чрезмерную психологизацию, многопроблемность. Я не говорю уже о натуралистической приземленности, наивных попытках завлечь читателя претенциозно-экстравагантными героями, действующими в экзотической обстановке…

## Список произведений

### Книги для детей
- Шейкин А. Л. Повесть о карте: (Для среднего возраста) / Рисунки и обложка Н. Сапожникова; Карты Е. Войшвилло; Отв. ред. Л. А. Джалалбекова. — Л.: Детгиз, Ленингр. отд-ние, 1957. — 144 с. — 30 000 экз.
- Шейкин А. Л. Повесть о карте: Очерки (Для среднего и старшего возраста) / Рисунки Ю. Смольникова; Карты Е. Войшвилло. — 2-е изд., перераб. и доп. — Л.: Детская литература, 1976. — 176 с. — 75 000 экз.
- Как это будет : книжка-картинка: для младшего школьного возраста [печатный текст] / Шейкин, Аскольд Львович, Автор (Author); Смольников, Юрий Вячеславович, Иллюстратор (Illustrator). - Ленинград : Детская литература. Ленинградское отделение, 1979. - 89, [7] с.: ил., орнаменты; 24 см.- 150 000 экземпляров   (в переплёте) : 50 к.[2]

### Повести
- «Солдатская дорога домой» (1967)
- «Тайна всех тайн» (1971)
- «Северная баллада» (1984)
- «Дарима Тон» (1984)
- «Летающие кочевники» — глава 6 (повесть-буриме, написанная в соавторстве с другими писателями-фантастами) (1968)

### Рассказы
Шейкин А. Л. Цена слова: [Сборник рассказов]. Л.: Советский писатель, 1957. 252 с. 30 000 экз.

### Другие рассказы
- «Хлеб грядущего» (1973)
- «Ангевозм» (1965)
- «Академический случай» (1990)
- «Зеленый остров» (1976)

## Цитаты
«… — Ну что за народ — математики, — рассмеялся Тополь. — Несмотря на всю свою скрупулезность, в теоретической физике они — как медведь в камышах: шум, треск, где прошел — там дорога. Но, должен признаться, тогда мы таким расчётом и занялись.»
«Солдатская дорога домой», часть I, глава первая
«Разочаровываясь в других, всегда становишься беднее сам…»
«Солдатская дорога домой», часть I, глава первая
«Жить надо так, будто любимый, самый дорогой тебе человек все время видит тебя.»
«Солдатская дорога домой», часть II, глава первая